# 蒙特利尔国际区
蒙特利尔国际区（Quartier international de Montréal，QIM）位于蒙特利尔市中心的玛丽城区，大致上北到勒内-莱维斯大道（René-Levesque Boulevard），南到圣母街，东到圣皮埃尔街，西到罗伯特-布拉萨大道（Robert-Bourassa Boulevard）。蒙特利尔会议中心（Palais des congrès）大楼位于该区东面，通常也包含其中。在1965年至1985年间，该区老的殖民建筑被逐渐替换，在2000-2003年，该区作为中央商务区经历了大规模的市区更新。